# Priscaenigmatidae
Priscaenigmatidae (лат.) — семейство вымерших насекомых из отряда верблюдок. Отличается примитивным жилкованием крыльев. В отличие от остальных верблюдок, у представителей семейства жилка Sc не впадает в край крыла, а доходит до его вершины, где сливается с жилкой R1, что характерно также для вислокрылок и большинства сетчатокрылых. Верблюдки, близкие к Priscaenigmatidae, были найдены также в нижнем мелу Китая.

## Классификация
В семейство включают четыре вымерших монотипических рода:
- Род Cretohondelagia  Khramov, 2020
  - Cretohondelagia viridis Khramov, 2020 — нижний мел Забайкалья
- Род Hondelagia Bode, 1953
  - Hondelagia reticulata Bode, 1953 — нижняя юра Англии
- Род Priscaenigma Whalley, 1985
  - Priscaenigma obtusa Whalley, 1985 — нижняяюра Германии
- Род Sukachevia Khramov, 2020
  - Sukachevia pulchra Khramov, 2020 — верхняя юра Казахстана